# Die Brücke
Die Brücke (Мостът) е група от германски експресионисти, създадена в Дрезден през 1905 г., на която по-късно е наречен музеят Брюке в Берлин. Основателите ѝ са Фриц Блейл, Ерих Хекел, Ернст Лудвиг Кирхнер и Карл Шмид-Ротлуф. По-късни членове са Емил Нолде, Макс Пехщайн и Ото Мюлер. Тази творческа група оказва дълбоко влияние върху еволюцията на модерното изкуство през 20 век и създаването на експресионизма.
Die Brücke понякога се сравнява с художниците фовисти. Двете движения споделят интереса към примитивното изкуство. И двете използват при изразяването на екстремни емоции силно наситен цвят, който много често е неестествен. Двете движения притежават техника на рисуване, която е груба и споделят антипатията към пълната абстракция. Сравнението на картините на художниците Die Brucke, представящи емоционално натоварени градски улици и провинциални пейзажи със сексуален подтекст, с тези на френските им колеги-фовисти прави последните да изглеждат много по-умерени.

## История
Основателите на Die Brücke през 1905 г. са четирима студенти по архитектура от Югендстил: Фриц Блейл (1880 – 1966), Ерих Хекел (1883 – 1970), Ернст Лудвиг Кирхнер (1880 – 1938) и Карл Шмид-Ротлуф (1884 – 1976). Те се срещат в Königliche Technische Hochschule (техническия университет) в Дрезден, където Кирхнер и Блейл започват да учат през 1901 г. и стават близки приятели в първия им студентски семестър. Те обсъждат темата за изкуството, изучават природата и оформят напълно нови и радикални възгледи. Кирхнер продължава обучението си в Мюнхен 1903 – 1904, като се връща в Дрезден през 1905 г., за да завърши магистратура. Институтът им предоставя и други курсове в допълнение към архитектурата, например скициране, изучаване на перспективата и история на изкуството. Името „Die Brücke“ има за цел да „символизира връзката или моста към изкуството на бъдещето“.
Групата се саморазпуска през 1913 г., като повод за това става написаната от Кирхнер „Chronik der Brücke“, която останалите членове не одобряват.